# تشارلز غيتو
تشارلز يوليوس غيتو (8 سبتمبر 1841 - 30 يونيو 1882)، مواطن أمريكي اشتهر حين اغتال جيمس أ. جارفيلد رئيس الولايات المتحدة في عام 1881. اعتقد غيتو خطأً أنه لعب دورًا رئيسيًا في فوز غارفيلد في الانتخابات، وتوقع أن يكافأ على دوره ويعين بمنصب القنصل. شعر بالإحباط والإهانة بسبب رفض إدارة غارفيلد لطلباته المتكررة للخدمة في فيينا أو باريس فقرر قتل غارفيلد وتتبعه وأطلق النار عليه في محطة بالتيمور وبوتوماك للسكك الحديدية في واشنطن العاصمة. توفي الرئيس غارفيلد متأثراً بجراحه بعد شهرين. في يناير 1882، أدين غيتو وحكم عليه بالإعدام في يناير 1882، ونفذ الحكم فيه بعد خمسة أشهر.

## النشأة والتعليم
ولد تشارلز غيتو في فريبورت، إلينوي، وكان الإبن الرابع من بين ستة أطفال لجين أوغست (1814 - 1848) ولوثر ويلسون غيتو (1810 - 1880)، لعائله من أصل هوغونوتيوني فرنسي. توفيت والدته في عام 1848، وفي عام 1850 انتقل مع عائلته إلى أولاو، ويسكونسن (بالقرب من جرافتون الحالية)، حيث أقام حتى عام 1855. عاد غيتو مع والده بعد فترة وجيزة إلى فريبورت.
ورث غيتو 1000 دولار (ما يعادل 33000 دولار في عام 2022) من جده عندما كان شابًا فسافر إلى آن أربور، ميشيغان للالتحاق بجامعة ميشيغان. وبسبب عدم كفاية الإعداد الأكاديمي فشل في امتحانات القبول. حاول تعويض هذا النقص من خلال دراسة اللغة الفرنسية والجبر في مدرسة آن أربور الثانوية وكان يتلقى رسائل عديدة من والده حول تقدمه، لكنه تخلى عن البرنامج قبل إكماله. في يونيو 1860 انضم إلى مجتمع أونيدا، وهي طائفة دينية طوباوية مقرها في أونيدا، نيويورك، والتي كان لوالد غيتو ارتباطات وثيقة بها. وفقًا لبريان ريسنيك من مجلة ذي أتلانتيك، كان غيتو يكن الاحترام والتقدير لجون همفري نويز مؤسس المجموعة، وكتب ذات مرة أن لديه "ثقة كاملة ومطلقة به في كل شيء".

## انتقاله إلى نيوريوك
انتقل تشارلز إلى نيويورك ، وحاول تأسيس العديد من الصحف المسيحية ، ولكنه فشل، ثم انسحب عائداً إلى أونيدا .

## زواجه
جمع مبلغاً من المال ، وتوجه إلى فلوريدا حيث تزوج من آني بون التي كان عمرها 16 سنة، والتي طلّقته عام 1874م متّهمة إياه بارتكاب الفاحشة ، وقد اقرّ تشارلز أنّه استخدم أموالها للإنفاق على العاهرات، وأنه قد أصيب بمرض الزهري بسبب الزنا .

## اهتمامه بالسياسة
بدأ غيتو اهتمامه بالسياسة، وفيما يخص بالمذهب البروتستانتي، ألف كتاباً اسمه الحقيقة .

## سعيه للحصول على منصب السفير والقنصلية
سعى غيتو للحصول على منصب السفير في النمسا .
وفي عام 1881م، سعى غيتو إلى البيت الأبيض على أمل تكليفه بمنصب قنصل في باريس . لم يحصل غيتو على شيء، ولكنه ظل يلحّ ويلحّ، وحاول مع وزير الخارجية، لكن هذا الأخير قال له : (لا تتحدث معي حول موضوع قنصلية باريس ما دمت على قيد الحياة ...) .

## إغتياله الرئيس غارفيلد

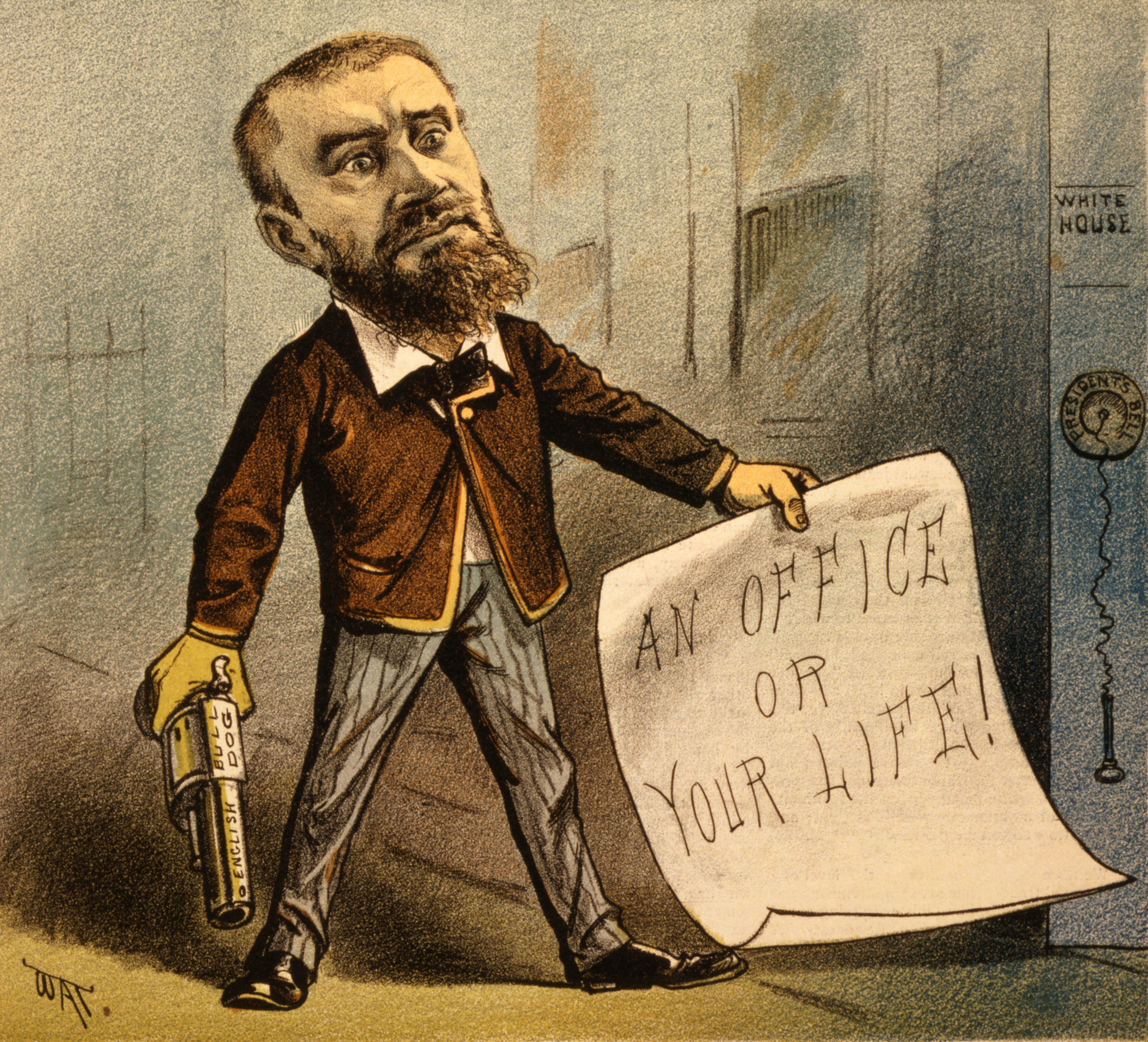
صورة كارتونية لتشارلز غيتو وبيده مسدس وهو يعرض وصاياه الأخيرة.

استغل غيتو الفرصة وهو المجروح بسبب رفضه، وصار يعتبر تلك الأحداث دليلاً أكيداً على أن غارفيلد يقود البلاد نحو الدمار .. ولذلك يجب تدمير غارفيلد الرئيس نفسه ...
نزل غيتو في الغرفة 222 من فندق ريغ، وهو أفخم فنادق واشنطن .
وفي يوم 6 حزيران، اشترى غيتو مسدساً من عيار 44 ، مصنوع في بريطانيا ، وسكيناً على شكل قلم .
لم يكن غيتو يعرف شيئاً عن الأسلحة، لأنه أول مسدس امتلكه في حياته . ولذلك علّمه صاحب المحل كيفية حشو الرصاص داخل المسدس ، واقترح عليه أن يجرّب إطلاق النار في غابة بوتوماك المجاورة، وعمل غيتو بتلك النصيحة .
في تلك الأثناء وصل الرئيس إلى محطة القطارات، وكان غيتو ينتظره، ومن خلف المقاعد، مد غيتو يده إلى جيبه، وأخرج المسدس، ثم عبر غرفة الأنتظار وأطلق النار على الرئيس، واخترق الرصاصة ظهر الرئيس، وانهار الرئيس وسقط أرضاً .
حاول غيتو الهروب لكن الشرطي باتريك كيرني اعترض طريقه، وعندها قال غيتو : [ لا بأس .. أود الذهاب إلى السجن .. ] .

## مشاكله داخل السجن
لم تكن حياته داخل السجن دون مشاكل، فقد حاول أحد الحراس إطلاق النار عليه ذات يوم من خلال نافذة الزنزانة . كما حاول رجل مخمور إطلاق النار عليه أثناء إعادته من قاعة المحكمة إلى السجن ذات يوم .

## محاكمته وإعدامه

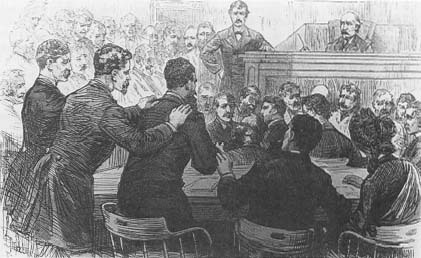
محاكمة تشارلز غيتو سنة 1882م

حيّر غيتو المحكمة ، فأحياناً كان يغني، وأحياناً يدعي الجنون، فقرر المحلفون بأنه قاتل، ومذنب، ومجنون في الوقت نفسه .
فحلّ موعد الإعدام، وتمكن 250 شخصاً من دخول ساحة السجن لمشاهدة عملية إعدامه شنقاً .

## كتبه
1. الحقيقة . وروّقد ألفه ليقول فيما بعد، إنه قتل رئيس أمريكا ليروّج ذلك الكتاب .
2. حياة وعقيدة تشارلز غيتو . وقد ألفه في سجنه .

## أقواله

توقيع تشارلز غيتو.

قوله أمام المحلفين الذين أدانو واعتبروه مذنباً :

( .. إن إزاحة غارفيلد عمل من أعمال الرّب .. إنه قانون الله وليس قانوني ...) .

وقوله عندما ربط بين عملية الاغتيال وأوامر قادمة من الرب :

[ هدفي الواضح إزاحة الرئيس، وسأحقق هدفين : إنقاذ الجمهورية وترويج كتابي الحقيقة... هذا الكتاب لم يكتب من أجل المال، بل كُتب من أجل إنقاذ النفوس .. ومن أجل جلب انتباه الناس إلى هذا الكتاب .. يجب إزاحة الرئيس ...] .

وقوله أثناء محاكمته :

[ إن شنق رجل في مثل حالتي العقلية سيجلب العار للشعب الأمريكي .. يجب أن تكون قراركم أن موت الرئيس عمل من أعمال الرب .. وليس بسببي ... ] .

وقوله عندما وقف منتصباً وصرخ عندما قرر المحلفون بأنه مذنب ومجنون :

[ الرب سينتقم لي .. يجب أن تقيموا لي نصباً عالياً وتكتبوا عليه : هنا يرقد تشارلز غيتو .. الوطني والمسيحي .. إن روحه تعيش في الأمجاد ] .

وقوله عند تنفيذ فيه حكم الإعدام :

( ستغرق الأمة في الدماء .. وسيذهب الجلادون إلى النار جميعاً ...) .

## روابط خارجية
- تشارلز غيتو على موقع الموسوعة البريطانية (الإنجليزية)
- تشارلز غيتو على موقع إن إن دي بي (الإنجليزية)